# روتیلدا، ساسکاچوان
روتیلدا، ساسکاچوان (به انگلیسی: Ruthilda, Saskatchewan) یک منطقهٔ مسکونی در کانادا است که در ساسکاچوان واقع شده‌است. روتیلدا ۰٫۶۷ کیلومتر مربع مساحت و ۵ نفر جمعیت دارد.